# (20542) 1999 RD94
A (20542) 1999 RD94 a Naprendszer kisbolygóövében található aszteroida. A LINEAR projekt keretében fedezték fel 1999. szeptember 7-én.